# Cantonul Redon
Cantonul Redon este un canton din arondismentul Redon, departamentul Ille-et-Vilaine, regiunea Bretania, Franța.

## Comune
- Bains-sur-Oust
- La Chapelle-de-Brain
- Langon
- Redon (reședință)
- Renac
- Sainte-Marie